# Communauté de communes des Portes de l’Île-de-France (vor 2017)
Die Communauté de communes des Portes de l’Île-de-France (vor 2017) ist ein ehemaliger französischer Gemeindeverband mit der Rechtsform einer Communauté de communes im Département Yvelines in der Region Île-de-France. Sie wurde am 20. Dezember 1993 gegründet und umfasste neun Gemeinden. Der Verwaltungssitz befand sich im Ort Freneuse.

## Ehemalige Mitgliedsgemeinden
1. Bennecourt
2. Blaru
3. Bonnières-sur-Seine
4. Freneuse
5. Gommecourt
6. Jeufosse
7. Limetz-Villez
8. Moisson
9. Port-Villez